# فرد باترسون
فرد باترسون هو محامي وسياسي أسترالي، ولد في 13 يونيو 1897 في جلادستون في أستراليا، وتوفي في 7 أكتوبر 1977 في سيدني في أستراليا. نشط حزبياً في الحزب الشيوعي الأسترالي. وقد انتخب عضو المجلس التشريعي لولاية كوينزلاند ‏ عن دائرة Electoral district of Bowen ‏ (15 أبريل 1944 – 10 ديسمبر 1949).